# Уиллис, Лиза
Лиза Камилла Уиллис (англ. Lisa Camille Willis; родилась 13 июня 1984 года в Лонг-Бич, штат Калифорния, США) — американская профессиональная баскетболистка, выступавшая в женской национальной баскетбольной ассоциации. Она была выбрана на драфте ВНБА 2006 года в первом раунде под общим пятым номером командой «Лос-Анджелес Спаркс». Играла в амплуа атакующего защитника.

## Ранние годы
Лиза родилась 13 июня 1984 года в городе Лонг-Бич (штат Калифорния) в семье Роберта и Сандры Уиллис, у неё есть два старших брата, Брайант и Кевин, и две сестры, Робин и Стефани, а выросла в городе Лос-Анджелес, где училась в средней школе Нарбонн, в которой выступала за местную баскетбольную команду.